# 卡迪氏假鰓鱂
卡迪氏假鰓鱂，為輻鰭魚綱鯉齒目鰕鱂亞目鰕鱂科的其中一種，為熱帶淡水魚，分布於非洲莫三比克中部淡水流域，本魚體延長，體色為血紅色，背鰭軟條13-14枚、臀鰭軟條13-16枚，體長可達3.8公分，棲息在水質混濁、泥底質、植被生長的水塘底中層水域，生活習性不明，可做為觀賞魚。

## 擴展閱讀
維基物種上的相關：卡迪氏假鰓鱂